# Helmut Barysz
Ginter Helmut Barysz (Barisch) (ur. 31 sierpnia 1916 w Świętochłowicach, zaginął w czasie II wojny światowej) – polski pływak, olimpijczyk z Berlina 1936.

## Życiorys
Do 1935 roku był zawodnikiem EKS (Erster Kattowitzer Schwimmverein) Katowice, a następnie był zawodnikiem Pogoni Katowice w barwach której zdobył mistrzostwo Polski w skokach do wody. w roku 1933 zdobył mistrzostwo Polski w sztafecie 4 x 200 metrów oraz wicemistrzostwo na dystansie 400 m stylem dowolnym i brązowy medal w wyścigu na 1500 m stylem dowolnym.
W roku 1936 zdobył brązowy medal mistrzostw Polski (rozegranych w Ciechocinku) w wyścigu na 400 m stylem dowolnym.
Wraz z Romanem Bocheńskim, Ilią Szrajbmanem i Joachimem Karliczkiem wystąpił w sztafecie 4x200 m stylem dowolnym na olimpiadzie w Berlinie (1936), ale polski zespół już na etapie przedbiegu został zdyskwalifikowany po falstarcie Karliczka.
Walczył w II wojnie światowej jako żołnierz Wehrmachtu, w styczniu 1945 uznany za zaginionego, w 1952 orzeczeniem sądowym za zmarłego.